# Vydrica
Vydrica je říčka na jihozápadním Slovensku v oblasti hlavního města Slovenska Bratislavy,
délka jejího toku činí 19 kilometrů a průměrný průtok v ústí pak činí 0,22 m3/s. Jde o jeden z mála slovenských toků, které přímo ústí do Dunaje.

## Tok
Pramení v Malých Karpatech pod sedlem Biely kríž v lokalitě Dubové, v nadmořské výšce cca 450 m n. m.
Nejprve teče jihozápadním směrem přes Bratislavský lesní park, zprava přibírá kratší přítok a stáčí se na jih.
Dále mění směr toku více na západ, na dvoukilometrovém úseku vytváří čtyři velké oblouky a v blízkosti kamenolomu
pod Hrubým vrchem (394,0 m) opět teče na jih. Velkým obloukem obtéká z východu masiv Hrubého Drieňovce (396,7 m) a napájí dva větší rybníky, zprava přibírá potok Bystričku a protéká rekreační oblastí Železná studienka.
Opět napájí dva rybníky a dále teče výhradně jižním směrem přes Patrónku, Mlynskou dolinu
a v blízkosti mostu Lafranconi ústí do Dunaje.